# 錫格瑙
錫格瑙是瑞士的城鎮，位於該國中西部，由伯恩州負責管轄，面積22.08平方公里，五成半土地是農業用地，海拔高度683米，2011年人口2,759，人口密度每平方公里125人。